# Varityper
Varityper est le nom de marque d'une machine à écrire à espacement variable employée, entre 1932 et le début des années 1980, dans l'imprimerie, ainsi pour la production de documents de bureau de qualité typographique.

## Principes de fonctionnement
À la différence de la machine à écrire ordinaire, qui attribue la même largeur à chaque lettre, chiffre ou marque de ponctuation (le « ; » occupe la même espace que le « w »), la Varityper attribue plus ou moins espace latérale à chaque signe en fonction de sa forme, comme en typographie. Il est également possible de changer de style de caractères en cours de la frappe, pour passer en italique par exemple ou pour insérer un titre en gras.

## Origine et suites
La première machine à écrire à espacement proportionnel et à caractères interchangeables a été mise au point dans les années 1880 par l'Américain Jean-Baptiste Hammond. Commercialisée aux États-Unis et en Europe, la machine de Hammond connut un certain succès. Elle fut développée ensuite par la société Hepburn qui fit pourtant faillite en 1933. L'affaire fut alors reprise par Ralph C. Coxhead qui commercialisa la machine, d'abord sous le nom Coxhead Composing Machine, ensuite sous le nom Varityper.
À la mort de Coxhead, la société fut acquise par Addressograph-Multigraph qui, à l'origine constructeur de duplicateurs et des presses offset de bureau commença alors à se diversifier vers le domaine de la composition. Varityper, sous la nouvelle raison sociale de sa maison mère, AM International, lança sa première photocomposeuse (machine à composer photographique), le modèle AM 725, en 1967. La fabrication de la Varityper fut arrêtée en 1978 et celle des polices de caractères huit ans plus tard.
La Varityper, et de manière générale les machines à écrire à espacement proportionnel, furent dépassées au cours des années 1970 par des systèmes de traitement de textes qui constituaient l'un des fondements du nouveau secteur de la bureautique qui voyait alors le jour avec la généralisation de la micro-électronique qui facilitait l'automatisation des calculs de justification.

## Usages dans le monde du bureau et dans les industries graphiques
Utilisée surtout dans les petites imprimeries pour les travaux commerciaux de petite envergure, dans les imprimées intégrées pour la production des documents de bureau, voire par des secrétaires pour la frappe de documents de qualité, la Varityper fut le complément idéal des petites presses offset qui commençaient à se répandre dans ces mêmes secteurs. En effet, elle offrait un moyen peu onéreux de composer des textes de qualité typographique destinés à l'impression. Pour certaines catégories de travaux elle permettaient également de faire des économies de papier car un texte composé de cette façon prenait sensiblement moins de place que le même texte dactylographié, tout en gagnant en lisibilité.
La Varityper présentaient toutefois certains inconvénients, parfois majeurs. Son mécanisme étant relativement délicat, elle était peu adaptée à un usage intensive : le moindre dérèglement du dispositif de frappe donnait lieu à des variations dans le positionnement vertical des lettres, certes minimes, mais immédiatement repérables par l’œil du lecteur. De même, pour justifier un texte il fallait le taper deux fois, une fois en drapeau (c'est-à-dire non justifié), la deuxième fois en tenant compte des calculs nécessaires à la justification. Pour éviter ce problème, on prévoyait le plus souvent de laisser le texte en drapeau et il est possible que l'emploi des machines à écrire justifiantes (comme la Varityper et la Composphère de la société IBM) a contribué à l'acceptation progressive des mérites graphiques des textes non justifiés : un style de présentation généralement récusé jusqu'alors par les imprimeurs typographes.
Côté positif, la Varityper pouvaient être utilisée aisément par une dactylo, permettant des économies non négligeables pour des travaux de qualité moyenne. En 1950, la Princetown University Press estimait le coût moyenne d'un livre technique (composition sur Linotype et impression typographique) à 600 $. Le coût du même travail fait sur machine à écrire justifiante et imprimé en offset était 380 $. Ainsi, certains travaux traditionnellement confiés aux imprimeurs pouvaient être récupérés par les bureaux (rapports, formulaires simples, etc.) 
Cette manière de simplifier le travail de composition et d'impression avec les machines à écrire justifiantes et l'impression offset ne passa pas inaperçue chez les dirigeants de certaines entreprises de presse. Pendant la grève générale de 1926 en Grande-Bretagne, The Times continua à sortir une édition de deux pages recto-verso « imprimé » sur un duplicateur Multigraph et tirée à 48 000 exemplaires. Presque un quart de siècle plus tard, lors d'une grève nationale en 1946, puis de nouveau à Chicago en 1949, pendant la grève des compositeurs contre la loi Taft-Hartley qui abolissait le monopole syndical d'embauche, plusieurs quotidiens utilisèrent des Varitypers pour assurer leur production. Bien que certains journaux nord-américains (au Canada, en Floride, Texas et New Jersey, par exemple) furent assez encouragés par cette expérience pour s'équiper avec des Varitypers et des Proportional Spacing Typewriters de la société IBM, afin d'échapper au contrôle du syndicat du livre, les composeuses de type machine à écrire se sont à terme avérées inadaptées aux rigueurs de la presse quotidienne. La qualité des lettres était insuffisante, les procédés de photogravure employés n'étaient pas assez rapides et les délais imposés par la nouvelle organisation du travail ne convenaient aux annonceurs.